# Bình Lợi, Vĩnh Cửu
Bình Lợi là một xã thuộc huyện Vĩnh Cửu, tỉnh Đồng Nai, Việt Nam.

## Địa lý
Xã Bình Lợi có vị trí địa lý:
- Phía đông giáp xã Thường Tân, huyện Bắc Tân Uyên, tỉnh Bình Dương và xã Thạnh Phú
- Phía tây giáp xã Bạch Đằng, thành phố Tân Uyên, tỉnh Bình Dương
- Phía nam giáp xã Thạnh Phú và xã Tân Bình
- Phía bắc giáp phường Uyên Hưng, thành phố Tân Uyên và xã Tân Mỹ, huyện Bắc Tân Uyên, tỉnh Bình Dương.

Xã Bình Lợi có diện tích 15,18 km², dân số năm 1999 là 5.749 người, mật độ dân số đạt 379 người/km².

## Hành chính
Xã Bình Lợi được chia thành 5 ấp: 1, 2, 3, 4, 5.